# Slavum mordvilkoi
Slavum mordvilkoi är en insektsart. Slavum mordvilkoi ingår i släktet Slavum och familjen långrörsbladlöss. Inga underarter finns listade i Catalogue of Life.